# Български юг
„Български юг“ е български вестник, излизал от 3 октомври 1941 до 4 септември 1944 година в Сяр по време на Българското управление във Вардарска и Беломорска Македония.
Подзаглавието му е Вестник за политика, култура и стопанство. Директор на вестника е деецът на ВМОК и ВМРО Михаил Думбалаков. Стои на националистически позиции.
| Годишнина | Броеве    | Дата                                |
| --------- | --------- | ----------------------------------- |
| I         | 1 – 48    | 3 октомври 1941 – 27 септември 1942 |
| II        | 49 – 100  | 3 октомври 1942 – 31 октомври 1943  |
| III       | 101 – 111 | 14 ноември 1943 – 5 септември 1944  |

На 18 и 25 юли 1942 година вместо „Български юг“ излизат два броя под името Ваканционен седмичен бюлетин на „Български юг“
Поради конфликтите на Думбалаков с областното и околийското управление през ноември 1943 година той е въдворен в лагера Кръстополе. След шестмесечен престой там е освободен и възстановява вестника си в Сяр. Ваня Стоянова определя „Български юг“ като „един от най-професионално списваните вестници в областта“.